# متیو دنیس (بازیکن فوتبال)
متیو دنیس (انگلیسی: Matthew Dennis؛ زادهٔ ۱۵ آوریل ۲۰۰۲) بازیکن فوتبال اهل انگلستان است که به صورت قرضی از باشگاه فوتبال میلتون کینز دونز برای باشگاه فوتبال روچدیل بازی می‌کند. 